# 第2次山縣内閣
第2次山縣内閣（だいにじ やまがたないかく）は、元老で公爵・元帥陸軍大将の山縣有朋が第9代内閣総理大臣に任命され、1898年（明治31年）11月8日から1900年（明治33年）10月19日まで続いた日本の内閣。

## 人事
当内閣は、組閣から総辞職まで一度も閣僚の交代がなかった。これは、閣僚の交代がない連続在任期間として日本の歴代内閣で最長（711日）である。
国務大臣
1898年（明治31年）11月8日任命。在職日数711日（第1次、2次通算1,210日）。
| 職名                                                        | 代 | 氏名       | 氏名 | 出身等                                   | 特命事項等 | 備考   |
| ----------------------------------------------------------- | -- | ---------- | ---- | ---------------------------------------- | ---------- | ------ |
| 内閣総理大臣                                                | 9  | 山縣有朋   |      | 旧長州藩 貴族院 無所属 元帥陸軍大将 侯爵 |            |        |
| 外務大臣                                                    | 15 | 青木周蔵   |      | 旧長州藩 子爵                            |            |        |
| 内務大臣                                                    | 14 | 西郷従道   |      | 旧薩摩藩 元帥海軍大将 侯爵               |            |        |
| 大蔵大臣                                                    | 8  | 松方正義   |      | 旧薩摩藩 伯爵                            |            |        |
| 陸軍大臣                                                    | 5  | 桂太郎     |      | 旧長州藩 陸軍大将 子爵                   |            | 留任   |
| 海軍大臣                                                    | 5  | 山本権兵衛 |      | 旧薩摩藩 海軍中将 （海兵2期）            |            | 初入閣 |
| 司法大臣                                                    | 9  | 清浦奎吾   |      | 旧肥後藩 貴族院 無所属 （研究会）        |            |        |
| 文部大臣                                                    | 14 | 樺山資紀   |      | 旧薩摩藩 海軍大将 伯爵                   |            |        |
| 農商務大臣                                                  | 16 | 曾禰荒助   |      | 旧長州藩 貴族院 無所属                   |            |        |
| 逓信大臣                                                    | 9  | 芳川顕正   |      | 旧徳島藩 子爵                            |            |        |
| 1. 代数は、臨時兼任・臨時代理を数えず、兼任・兼務は数える。 |    |            |      |                                          |            |        |

内閣書記官長・法制局長官
1898年（明治31年）11月8日任命。
| 職名                                                        | 代 | 氏名       | 氏名 | 出身等                            | 特命事項等   | 備考 |
| ----------------------------------------------------------- | -- | ---------- | ---- | --------------------------------- | ------------ | ---- |
| 内閣書記官長                                                | 10 | 安広伴一郎 |      | 旧小倉藩 貴族院 無所属            |              |      |
| 法制局長官                                                  | 8  | 平田東助   |      | 旧米沢藩 貴族院 無所属 （茶話会） | 内閣恩給局長 |      |
| 1. 代数は、臨時兼任・臨時代理を数えず、兼任・兼務は数える。 |    |            |      |                                   |              |      |

勢力早見表
※ 内閣発足当初（前内閣の事務引継は除く）。
| 出身藩閥     | 国務大臣 | その他                   |
| ------------ | -------- | ------------------------ |
| 旧公家       | 0        |                          |
| 旧薩摩藩     | 4        |                          |
| 旧長州藩     | 4        |                          |
| 旧土佐藩     | 0        |                          |
| 旧肥前藩     | 0        |                          |
| 旧幕臣       | 0        |                          |
| その他の旧藩 | 2        | 内閣書記官長、法制局長官 |
| -            | 10       |                          |

## 内閣の動き
前内閣の第1次大隈内閣は、それまで衆議院を二分してそれぞれ時の藩閥内閣と対立を繰り返してきた自由党（板垣退助総理）と進歩党（大隈重信党首）が合同して憲政党を結成したのを受けて、政権運営のめどがつかなくなった藩閥政府が憲政会に内閣を組織させたものであったが、ほどなく党内での対立が制御できなくなって党は分裂、1898年10月31日、内閣総辞職をするに至った。
後継には、薩長両藩の内この時点で優位に立っていた長州閥から選任することになり、伊藤博文元首相は清国へ外遊中であったことから、山縣有朋元首相が11月5日に大命降下を受ける。この時点で憲政会は、旧自由党が党内クーデター同然に憲政会を解党・再結成した同名の政党、憲政会と、旧進歩党が対抗して結成した憲政本党に分裂していたが、山縣首相は議会対策として、第2次伊藤内閣で連携した経緯のあった旧自由党（新・憲政会）と接近する。首相側近の桂陸相が議会・政党対策の窓口となり、憲政党を取り仕切っていた星享と交渉するが、桂は板垣内相・星法相の2ポストを提示したのに対して星はさらに2ポストを要求したことから交渉はまとまらず、政権はとりあえずは超然主義（オール野党）としてスタートする。
その後も、憲政会との間で政策協定は続き、11月28日、閣議での了承を得たうえで、妥協条件が提示された。
1. 現内閣は超然主義を執るものにあらずとの宣言を発すること。憲政党と連携して議会に臨む旨を公然発表すること。
2. 憲政党の綱領を採用すること。鉄道国有・選挙権拡張案等、憲政党の宿論は政府の意見之に一致するを以て、政府案としてこれを提出すること
3. 憲政党と利害休戚を同うすること。憲政党との提携は一時の苟合にあらずして将来に永続すべきものなるをもって、政府はできうる限り便宜を与ふること

30日、山縣首相は憲政党代議士と茶話会を行い、憲政党と「肝胆相照」の提携を声明した。
その後、山縣内閣は憲政党の連携を経て2年近くにわたり安定的に政権運営を行うが、星らが要求した憲政党員の入閣、あるいは閣僚の憲政党への入党については、言を左右にして認めなかった。これにより、1900年春ごろから、憲政党は山縣内閣と距離を取りはじめ、長州閥の二大勢力の雄である伊藤元首相に接近する。伊藤元首相はかねてから、超然主義の決別と、政権担当能力のある国政政党の必要性を考えており、新党結成の準備を始めていたことから連携が成立、憲政党は伊藤新党に合流することを決める。
山縣首相はこの動きを受けて、伊藤新党が政権を握れば議会に基盤を持たない自身は伊藤の格下の地位に甘んじることになることを危惧し、意趣返しとして伊藤に政権を押し付けることを選択する。伊藤新党の動きが本格化した8月下旬に総辞職を表明、後継に伊藤を推薦した。かくして伊藤は組閣と新党結成を同時並行的に進め、1900年9月15日に立憲政友会を結成、10月19日に第4次伊藤内閣を発足させる。

## 政策
- 地租増徴 - 藩閥にとっては1897年に第2次松方内閣が国家財政上の必要性から増徴を標榜して以来の懸案であったが、これが民党との対立を招き、2度の総選挙、3度の首相交代、議会公党の合同と分裂、等、1年近くにわたる政局の動揺の元凶であった。財界は営業税・所得税等の廃止のために地租を増徴することを要求していたが、一方で、議員の間では選挙区の都合等で根強い反対の意見があった。星は松方蔵相と交渉を重ね、地租は4%を3.3%に切り下げ、市街地地租は5%とし、さらに5年間の時限立法とすることで妥協した。1898年12月12日の憲政党代議士会で妥協案が可決され、12月30日、帝国議会で地租条例改正、田畑地価修正法がともに成立した[6]。
- 文官任用令 - 先の大隈内閣において、憲政党の政治任用が高級官僚にまで及び政務が混乱したのを受けて、将来起こりうる政党の猟官運動を抑止すべく、政治任用は親任官に限ることとした。この方針の発表に対して憲政党が反発したため、妥協として警視総監、警保局長、各大臣の秘書官は政治任用に改め、更に各省の次官（総務長官に改称）とは別に「官房長」（勅任官）を置き、これも政治任用とした[7]。
- 軍部大臣現役武官制 - 文官任用例と同様の趣旨で、軍事は特に政党の関与を遠ざけるべく、大臣まで現役の武官であることを定めた。
- 衆議院議員選挙法改正 - 第13回議会では、前議会で否決された改正案をほぼそのまま踏襲したが、衆議院、貴族院ともに修正が加えられ、両院協議が決裂して廃案となった。続く第14回議会では、両院協議の上成立（1900年3月29日）。大選挙区単記無記名投票となったほか、選挙権の条件を直接国税15円から10円に引き下げ、被選挙権の納税資格を撤廃した[8]。
- 府県制改正 - 府県会議員の選挙は、従来は市会・郡会議員の選挙によって行われる間接選挙だったが、これを改め、直接国税3円以上の有権者による直接選挙に改めた。1899年3月6日成立[9]。
- 治安警察法改正 - 社会主義者への対策のため。
- 北海道旧土人保護法 - 1899年に制定。困窮したアイヌの保護を口実としたが、結果として、アイヌの日本社会への同化を促した。
- 北清事変 - 1900年、義和団による北京の各国公使館への武力攻撃を受けて、6月15日、陸軍派兵を閣議決定する。帝国陸軍は連合軍の中軸を占め、8月14日、北京を平定した。